# Pampaku
El pampaku es una técnica de cocción tradicional originaria de Bolivia, particularmente asociada a las comunidades indígenas quechua. Este método de preparación no solo implica la cocción de alimentos, sino que está profundamente arraigado en la cultura y las tradiciones de los pueblos andinos. La palabra "pampaku" proviene del quechua, donde "pampa" se traduce como llano o campo, y "paku" significa cocinar. Así, el término puede interpretarse como “cocinar en la tierra,” subrayando la relación íntima que estos pueblos tienen con su entorno natural y agrícola.

## Origen y Significado Cultural e Histórico
El pampaku se ha utilizado durante siglos como un medio para preparar alimentos en comunidades rurales, donde la agricultura y la ganadería son fundamentales. Esta técnica se asocia con la celebración de eventos comunitarios, rituales y festividades, creando un sentido de pertenencia y unidad entre los participantes. En este contexto, el pampaku no solo es una forma de sustento, sino un símbolo de la conexión espiritual con la Pachamama (Madre Tierra), lo que refuerza su importancia cultural.
El uso de la tierra como horno subterráneo representa una técnica que ha perdurado a través de generaciones, demostrando la adaptabilidad y el conocimiento ancestral de las comunidades sobre su entorno. Los alimentos cocinados de esta manera no solo son nutritivos, sino que también llevan consigo la historia y las tradiciones de los pueblos que los preparan, creando un vínculo entre la comida y la identidad cultural.

## Ingredientes y Modo de Preparación
La preparación del pampaku es un proceso meticuloso que refleja la herencia culinaria de las comunidades andinas. En su elaboración se utilizan una variedad de ingredientes que varían según la región y la disponibilidad, pero que generalmente incluyen carnes, tubérculos y vegetales. Las carnes más comunes son el cordero, cerdo o pollo, que se combinan con tubérculos como papas, yuca o camote. Además, se incorporan vegetales frescos, como maíz y zanahorias, que aportan sabor y color al platillo.
Los condimentos juegan un papel crucial en el proceso. Se suelen utilizar especias como el orégano, el ajo, la pimienta y el ají, que realzan el sabor de los ingredientes y dan carácter al platillo. En algunas ocasiones, las hojas de coca se incluyen en la preparación, añadiendo un elemento cultural adicional y resaltando la conexión espiritual que estas comunidades tienen con su tierra.
Normalmente se fabrica de antemano un horno artesanal de adobe o ladrillo, cuyo tamaño depende de la cantidad de alimentos que se van a cocinar. El proceso de coccion comienza calentando el horno con leña a fuego,  hasta alcanzar un estado de incandescencia; Luego, los ingredientes se organizan dentro, comenzando por las carnes, seguidas de los tubérculos y vegetales.
Una vez introducido en el los alimentos se tapa el horno con barro para que no disminuya la temperatura. Este proceso de cocción puede durar entre una y tres horas, dependiendo de los ingredientes utilizados. Una vez que ha transcurrido el tiempo necesario, se retira la tierra y las hojas, revelando un platillo cuyas capas de sabor han sido realzadas por la cocción al vapor en este entorno único.
El pampaku no es solo un método de cocción, sino un ritual que une a la comunidad, transformando cada comida en una celebración de la herencia cultural y de la conexión con la Pachamama. 